# Ted Geoghegan
Ted Geoghegan (nascut el 10 d'agost de 1979) és un cineasta i publicista nord-americà. Va créixer a Great Falls (Montana), assistint a escoles privades i públiques i estudiant cinema àmpliament. Va assistir a la Universitat de Montana a Missoula i va obtenir una llicenciatura en educació anglesa.
Director de cinema SXSW en dues ocasions que va ser nominat als Premis Saturn el 2024, Geoghegan és conegut pel seu treball en el gènere del terror. També és un publicista de cinema de gènere i historiador de cinema presentat a la BBC.

## Filmografia
| Pel·lícula                                                | Any  | Director | Escriptor | Productor | Actor | Notes             |
| --------------------------------------------------------- | ---- | -------- | --------- | --------- | ----- | ----------------- |
| Demonium                                                  | 2001 |          | Sí        |           |       |                   |
| Bites: The Werewolf Chronicles                            | 2001 |          | Sí        |           |       | Segment: Moon     |
| Nikos the Impaler                                         | 2001 |          | Sí        |           |       |                   |
| Mutation 2: Generation Dead                               | 2001 |          |           |           | Sí    |                   |
| The International Playboys' First Movie: Ghouls Gone Wild | 2004 | Sí       | Sí        | Sí        |       | Curtmetratge      |
| 100 Tears                                                 | 2007 |          |           | Sí        | Sí    |                   |
| Barricade                                                 | 2007 |          | Sí        | Sí        |       |                   |
| Slasher                                                   | 2007 |          |           | Sí        |       |                   |
| Darkness Surrounds Roberta                                | 2008 |          |           | Sí        |       |                   |
| Don't Wake the Dead                                       | 2008 |          | Sí        |           |       |                   |
| Sweatshop                                                 | 2009 |          | Sí        |           |       |                   |
| The Disco Exorcist                                        | 2011 |          | Sí        |           |       | Revisions al guió |
| Night of the Pumpkin                                      | 2011 |          | Sí        |           |       | Curtmetratge      |
| Graceland                                                 | 2012 |          |           | Sí        |       |                   |
| The House That Cried Blood                                | 2012 |          |           | Sí        |       | Curtmetratge      |
| The Berlin File                                           | 2013 |          | Sí        |           |       | diàlegs en anglès |
| Hatchet III                                               | 2013 |          |           |           | Sí    |                   |
| ABCs of Death 2                                           | 2014 |          |           | Sí        |       |                   |
| We Are Still Here                                         | 2015 | Sí       | Sí        |           |       |                   |
| ABCs of Death 2.5                                         | 2016 |          |           | Sí        |       |                   |
| Mohawk                                                    | 2017 | Sí       | Sí        |           |       |                   |
| The Ranger                                                | 2018 |          |           |           | Sí    |                   |
| Satanic Panic                                             | 2019 |          | Sí        |           |       | història          |
| Brooklyn 45                                               | 2023 | Sí       | Sí        |           |       |                   |
| Molli and Max in the Future                               | 2023 |          |           | Sí        |       |                   |